# 新蔡南陳留二郡
新蔡南陳留二郡，中國南朝梁時設置的雙頭郡。

## 沿革
梁武帝大通二年（528年），佔領北魏潁州。後在潁州僑置雙頭郡新蔡南陳留二郡，治鮦陽（今安徽省臨泉縣西北）。
東魏孝靜帝武定七年（549年），因侯景之亂取南朝梁新蔡南陳留二郡。至此，新蔡南陳留二郡僅領鮦陽一縣。北齊文宣帝天保七年（556年），廢新蔡南陳留二郡和鮦陽縣。

## 人口
- 東魏孝靜帝武定中（543年－550年），新蔡南陳留二郡有357戶、1242口。[2]